# Thiếu niên Tiền phong và Nhi đồng (tuần báo)
Thiếu niên Tiền phong và Nhi đồng là một tờ báo trực thuộc cơ quan trung ương của Đoàn Thanh niên Cộng sản Hồ Chí Minh.

## Lịch sử
Báo Thiếu niên Tiền phong được thành lập tại xóm Dõn, xã Thanh La, chiến khu Việt Bắc (nay là xã Minh Thành, huyện Sơn Dương, tỉnh Tuyên Quang) ngày 01 tháng 06 năm 1954, ban sơ giữ vai trò tuyên huấn giáo dục thanh thiếu niên (thường gọi là lứa tuổi măng non) theo chỉ thị trực tiếp của Đảng Lao động Việt Nam, sau được bàn giao cho Đoàn Thanh niên Cộng sản Hồ Chí Minh hoàn toàn quản lý và định hướng phương thức hoạt động.
Chỉ sang đến thập niên 1960, Báo Thiếu niên Tiền phong đã trở thành cơ quan truyền thông có uy tín cao nhất trong mảng giáo dục đạo đức thanh thiếu niên và đẩy mạnh phong trào công tác xã hội. Trong giai đoạn Chiến tranh Việt Nam, cơ quan này phát động phong trào Kế hoạch nhỏ với mục đích ban đầu là kêu gọi học sinh toàn quốc góp phế liệu để đổi sang kinh phí xây Nhà máy nhựa Thiếu niên Tiền phong Hải Phòng, nhưng mau chóng lan rộng thành hành động thu nhặt phế liệu để xây một số công trình phục vụ thanh thiếu niên.
Từ thập niên 1990, Thiếu Niên Tiền Phong tiến hành đa dạng hóa ấn phẩm với việc tăng trang và màu lên gấp nhiều lần, đồng thời có thêm các phụ bản. Trung bình, mỗi tuần có tối thiểu 2 số báo do tòa soạn Thiếu Niên Tiền Phong phát hành. Ngoài ra, Thiếu niên Tiền phong cũng lập thêm Quỹ học bổng Vừ A Dính khằm khuyến khích sức học của thiếu nhi sắc tộc thiểu số.
Tính đến thập niên 2010, Thiếu Niên Tiền Phong không đứng mãi ở nhan đề một tờ báo nữa mà đã thành cơ quan tổng phát hành của 9 tờ báo lớn phục vụ thanh thiếu niên với tối thiệu 9 triệu bản/năm.
Từ ngày 1/2/2020, Báo Thiếu niên Tiền phong và Báo Nhi đồng được hợp nhất thành Báo Thiếu niên Tiền phong và Nhi đồng.

## Vinh danh
- Huân chương Hồ Chí Minh[3], 2009.
- Huân chương Lao động hạng Nhất[4], 2014.